# Bickwil
Bickwil (schweizerdeutsch: Bickwiil) ist ein Ortsteil der politischen Gemeinde Obfelden im Bezirk Affoltern des Kantons Zürich in der Schweiz.
Zusammen mit Ober- und Unterlunnern, Wolsen und Toussen wurde 1847 die ehemalige Zivilgemeinde, nach Abspaltung von Ottenbach, zur Einheitsgemeinde Obfelden fusioniert.

## Geographie
Bickwil liegt im zürcherischen Reusstal in der Gemeinde Obfelden. Die Luftdistanz zu Zürich beträgt etwa 14 Kilometer und zu Zug 13 Kilometer. Der Ortsteil grenzt im Norden an Zwillikon, im Osten an Affoltern am Albis, im Südosten an den Toussen, im Südwesten an Oberlunnern und im Westen an Ottenbach. 
Durch den Bauboom der letzten Jahrzehnte ist Bickwil stark mit Toussen verwachsen. Im Norden Bickwils befindet sich der angrenzende Isenberg (533 m.ü.M) und die Autobahnraststätte MyStop, die 2009 eröffnet wurde, liegt im Osten. 
Bickwil ist durch die Postautolinie 215, die an Werktagen im Halbstundentakt und an den Wochenenden im Halbstundentakt/Stundentakt fährt, mit Affoltern am Albis und dem Bahnhof Zürich Wiedikon erschlossen.

Bickwil hat keine eigene Postleitzahl. Laut dem eidgenössischen Gebäude- und Wohnungsregister GWR, tragen die Häuser in Bickwil die Postadresse 8912 Obfelden.

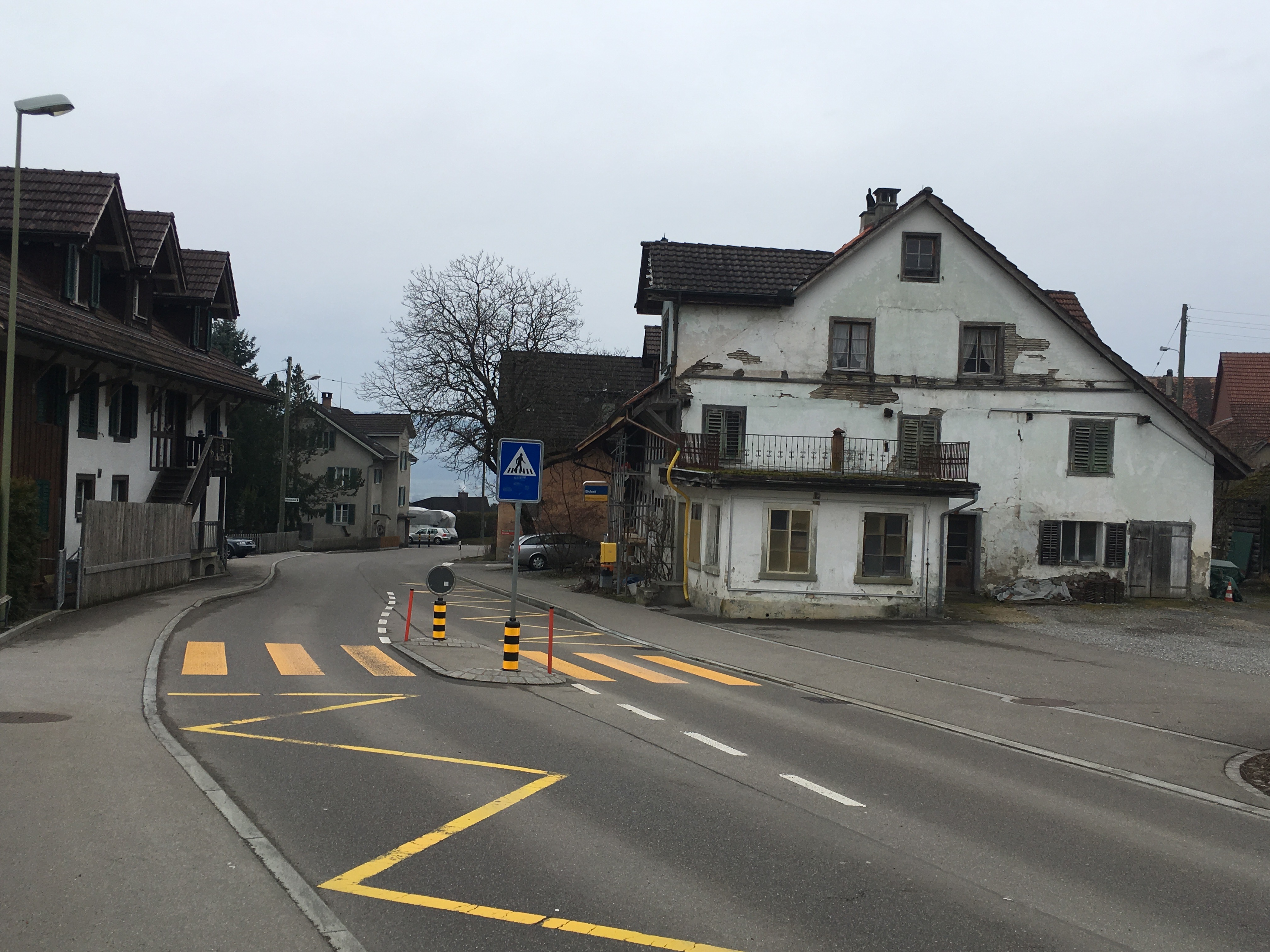
Altes Dorfzentrum Bickwil mit Postautohaltestelle

## Geschichte
Die ersten Siedlungsspuren in Bickwil lassen sich bis in die Steinzeit zurückverfolgen. Wie auch in den Nachbardörfern, weisen sie auf eine Siedlungsgruppe keltischer Abstammung hin. Der Siedlungsname Bickwil (von althochdeutsch Weiler des Picho/Bicko/Bicco) wurde erstmals um 1150 als Biggwile schriftlich erwähnt. Später im Jahre 1256 als Bickewilere, 1256 als Pikwile und 1454 erstmals als Bickwil. Im 7. Jahrhundert nach Christus liessen sich alemannische Siedlungsgruppen nieder.
Bickwil gehörte seit dem Hochmittelalter kirchlich zu Ottenbach. Gerichtlich unterstellt war die Zivilgemeinde dem Maschwanderamt. 
Die fünf ehemaligen Zivilgemeinden Oberlunnern, Unterlunnern, Wolsen, Toussen und Bickwil, die zur politischen Gemeinde Ottenbach gehörten, waren unter dem Sammelnamen ob dem Felde bekannt. Die Bevölkerung konnte sich nie richtig mit Ottenbach identifizieren. 1837 unternahmen die Zivilgemeinden einen Vorstoss zur Abspaltung und Gründung einer eigenen politischen Gemeinde. Schliesslich trennten sich die fünf Zivilgemeinden, am 15. Februar 1847, von Ottenbach und gründeten die Gemeinde Obfelden.

## Neuzeit
Heute liegt das Industriegebiet im Süden des Ortsteils. Neben diversen Einkaufsmöglichkeiten im Reusscenter, befindet sich im Norden die Landi Obfelden. Im Juli 2017 wurde an der Bachstrasse eine Lasertag-Anlage eröffnet. Weiter gibt es noch sogenannte Escape Rooms; in diesen muss man mit Hilfe von Intelligenz, Intuition, logischem Denken und Instinkte, Rätsel lösen, um dem Raum zu entkommen.

## Autobahnzubringer Obfelden/Ottenbach
Die Baudirektion des Kantons Zürich plante einen Autobahnzubringer für die A4, der die Gemeinden Obfelden und Ottenbach vom starken Durchgangsverkehr entlastet. Stark vom Bau betroffen ist der alte Dorfkern von Bickwil. Ein Überdeckung wurde erbaut, die unter dem Dorfzentrum hindurch geht. Somit wurde der Ortsteil vom starken Durchgangsverkehr der Muristrasse entlastet. Die Überdeckung wurde auf Höhe zwischen Sennhüttenstrasse und der Liegenschaft Wigartenweg 7 erstellt. Einige alte Bauten mussten dem Projekt weichen, da zusätzlich eine Lärmschutzwand gebaut wurde. Die Postautohaltestelle Obfelden, Bickwil wurde auf Höhe Zwillikerstrasse verschoben.
Der Spatenstich erfolgte im August 2020. Der Abschnitt in Bickwil wurde von April 2021 bis Ende März 2023 gebaut. Die Bauarbeiten dauerten bis im Mai 2023 und das Bauwerk wurde am 5. Juni 2023 dem Verkehr übergeben.